# Herderite
La herderite è un minerale appartenente al supergruppo della gadolinite.